# رقص بالي

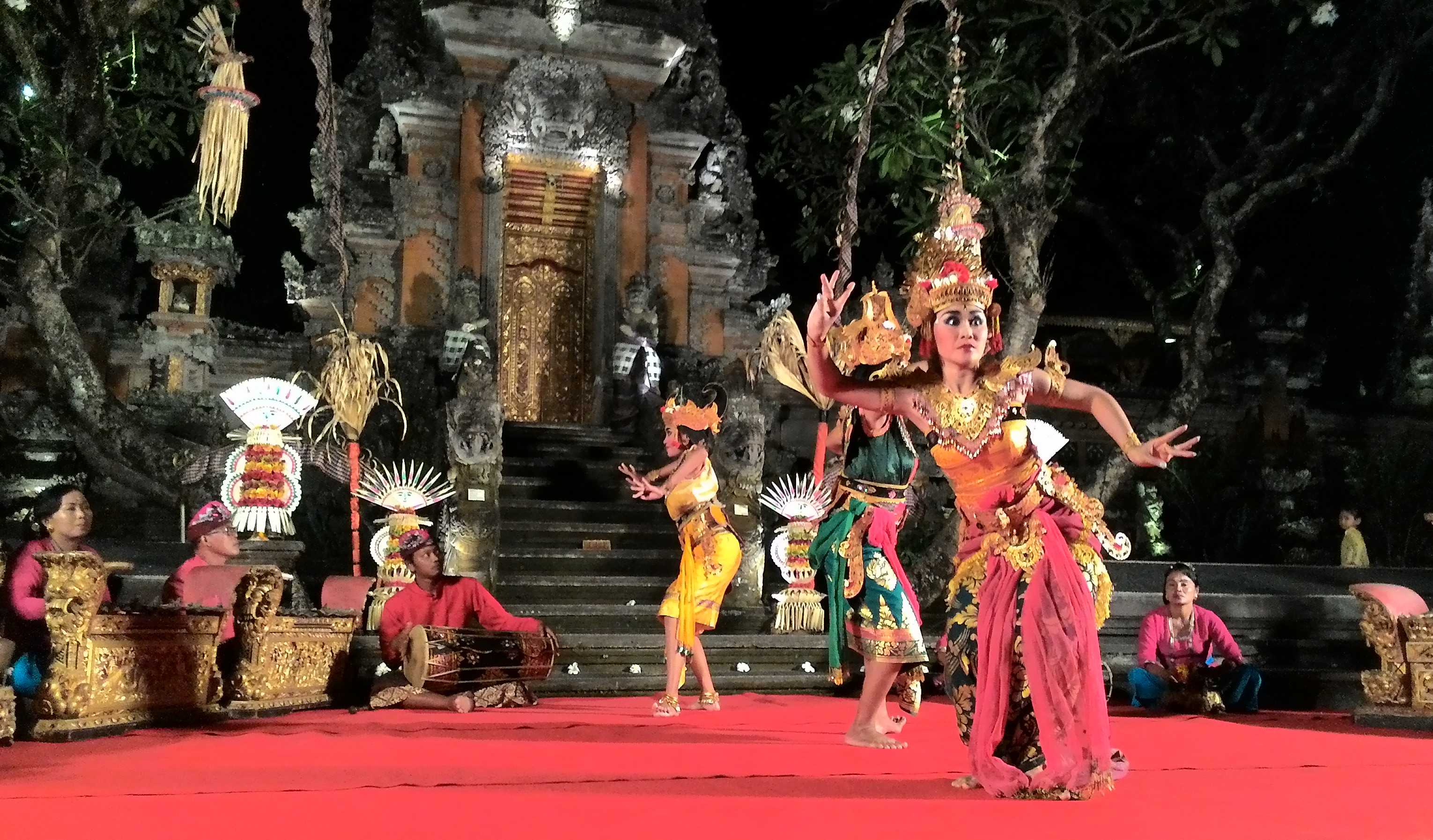
تعد العروض الثقافية مثل باليه رميانة التقليدية من بالي جذبًا للسياح خاصة في أُبود

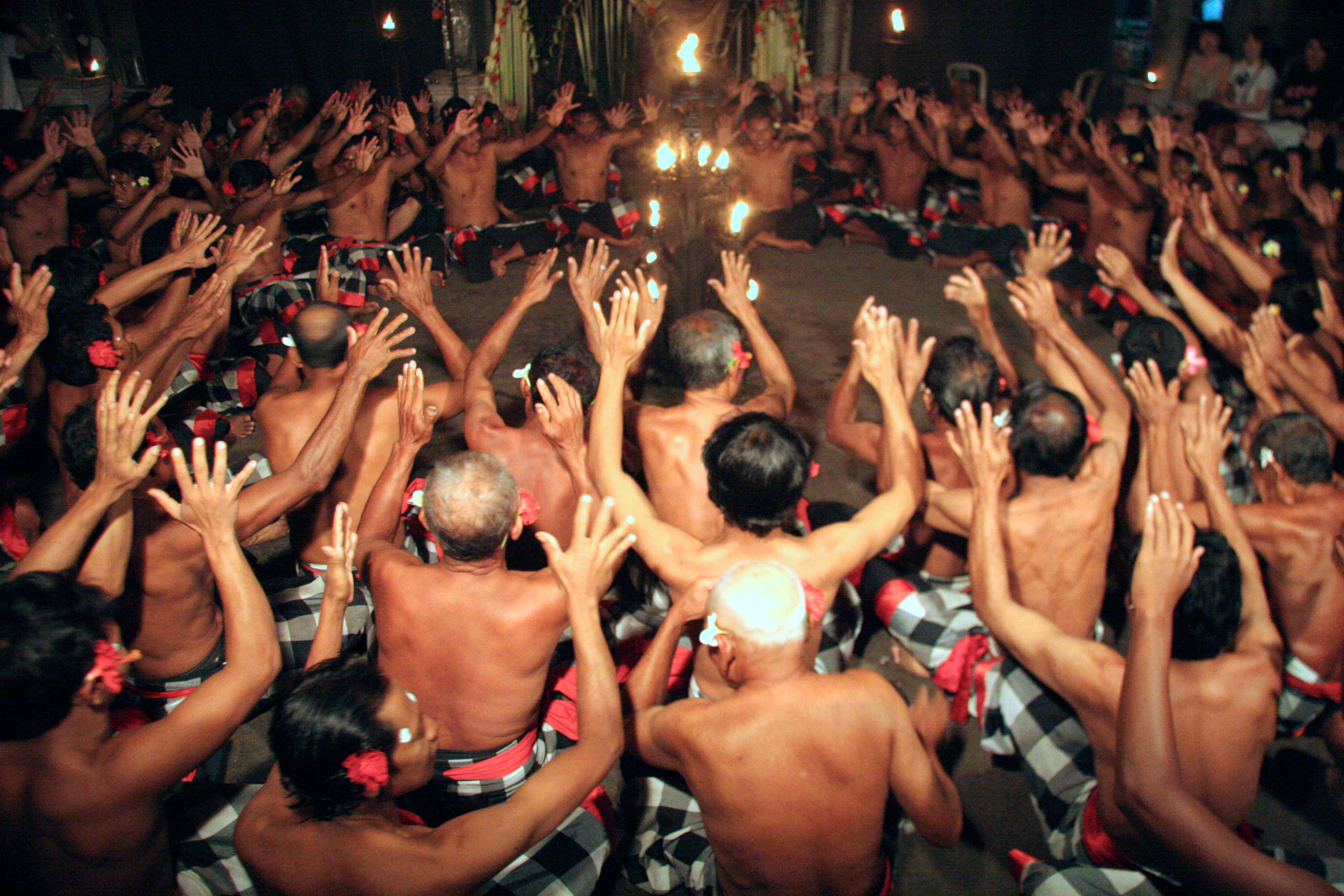
رقصة الكجة يؤديها العديد من الراقصين.

الرقص الباليّ هو تقليد رقص قديم يمثل جزءًا من التعبير الديني والفني لشعب بالي في جزيرة بالي بإندونيسيا. الرقص البالي مفعمٌ وزاوي ومعبّر بشكل مكثف. يعبر الراقصون الباليون عن قصص الدِّراما الراقصة من خلال الإيماءات الجسدية مثل إيماءات الأصابع واليدين والرأس والعينين.

## الصور

بعض الرقصات المعهودة في بالي
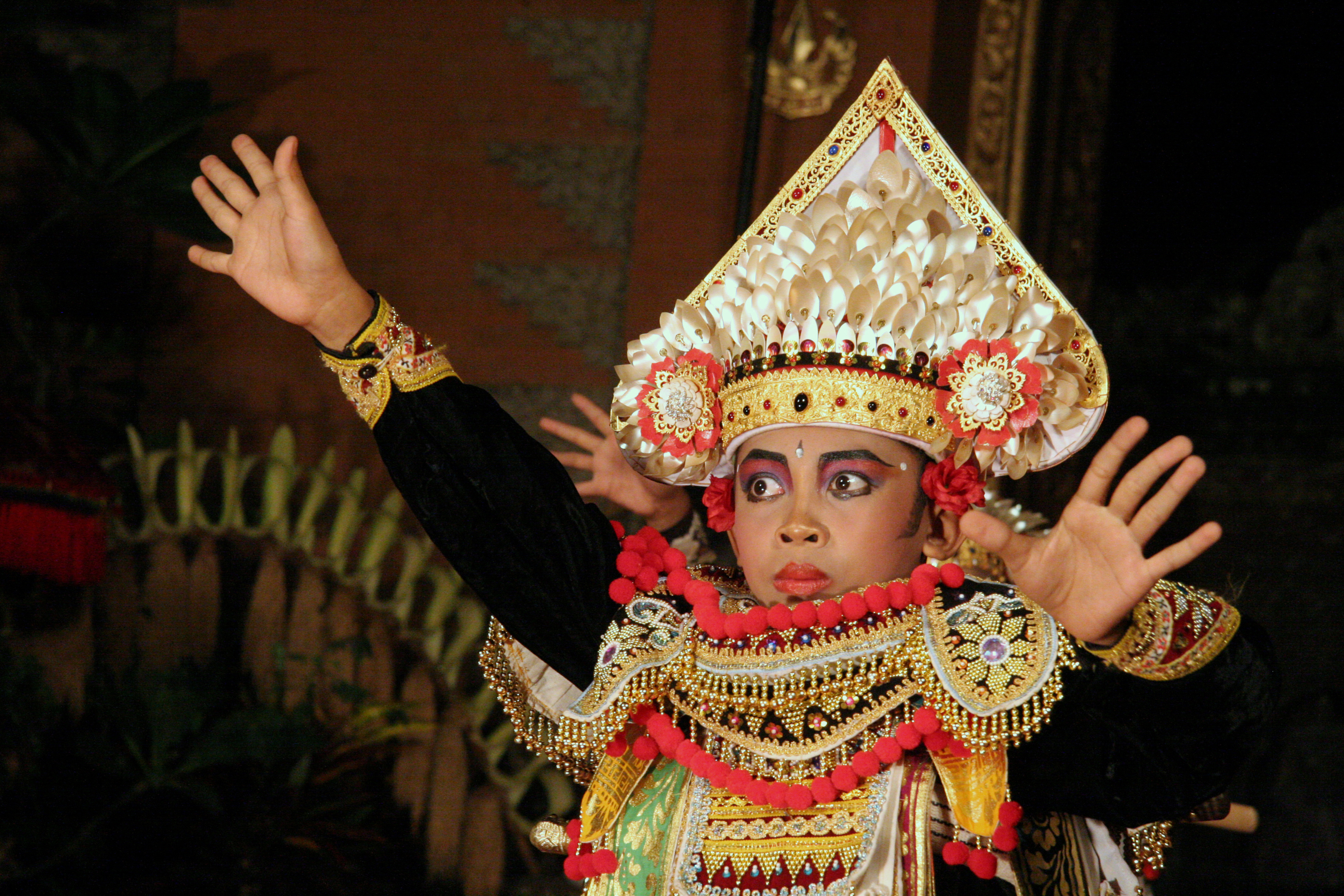
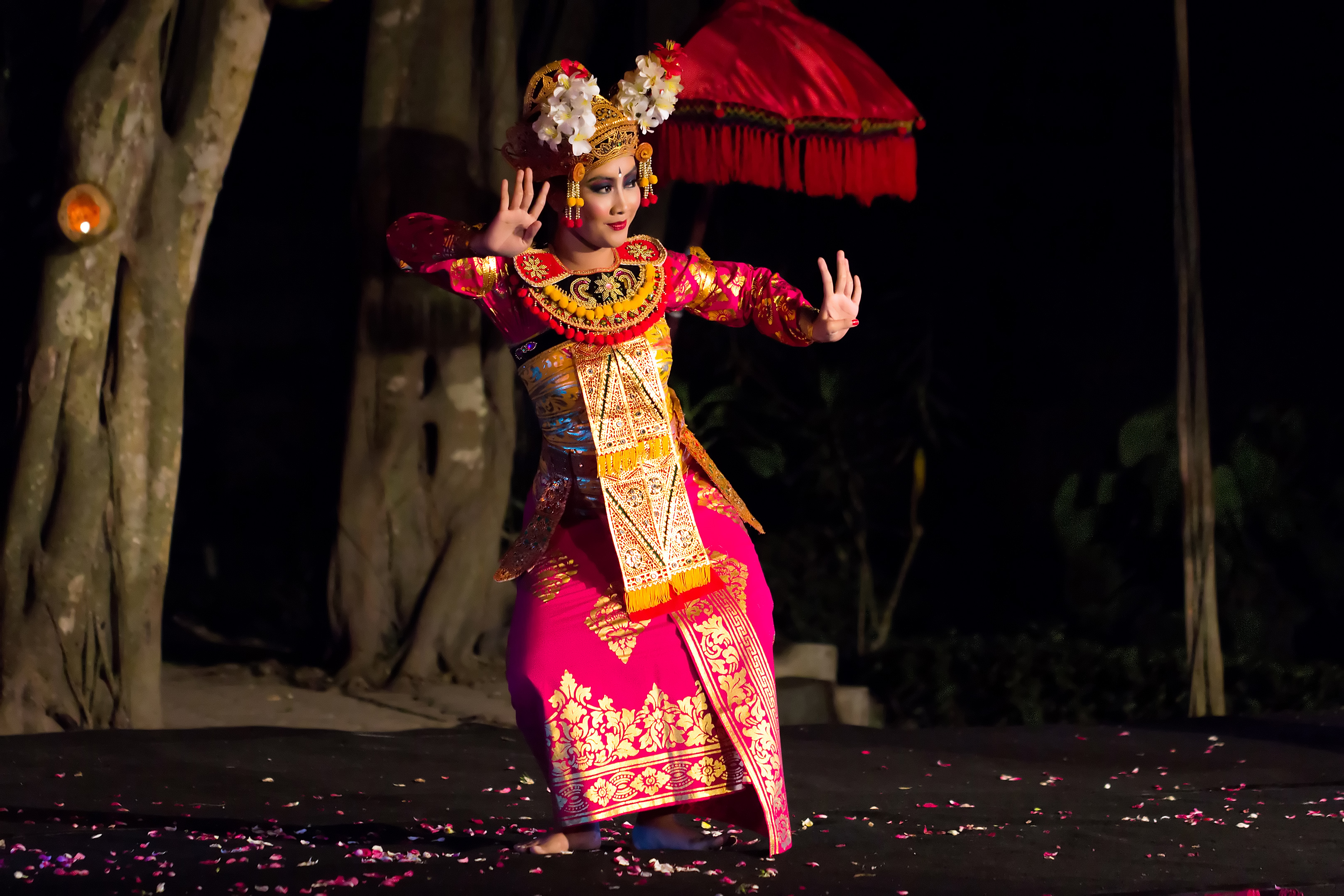
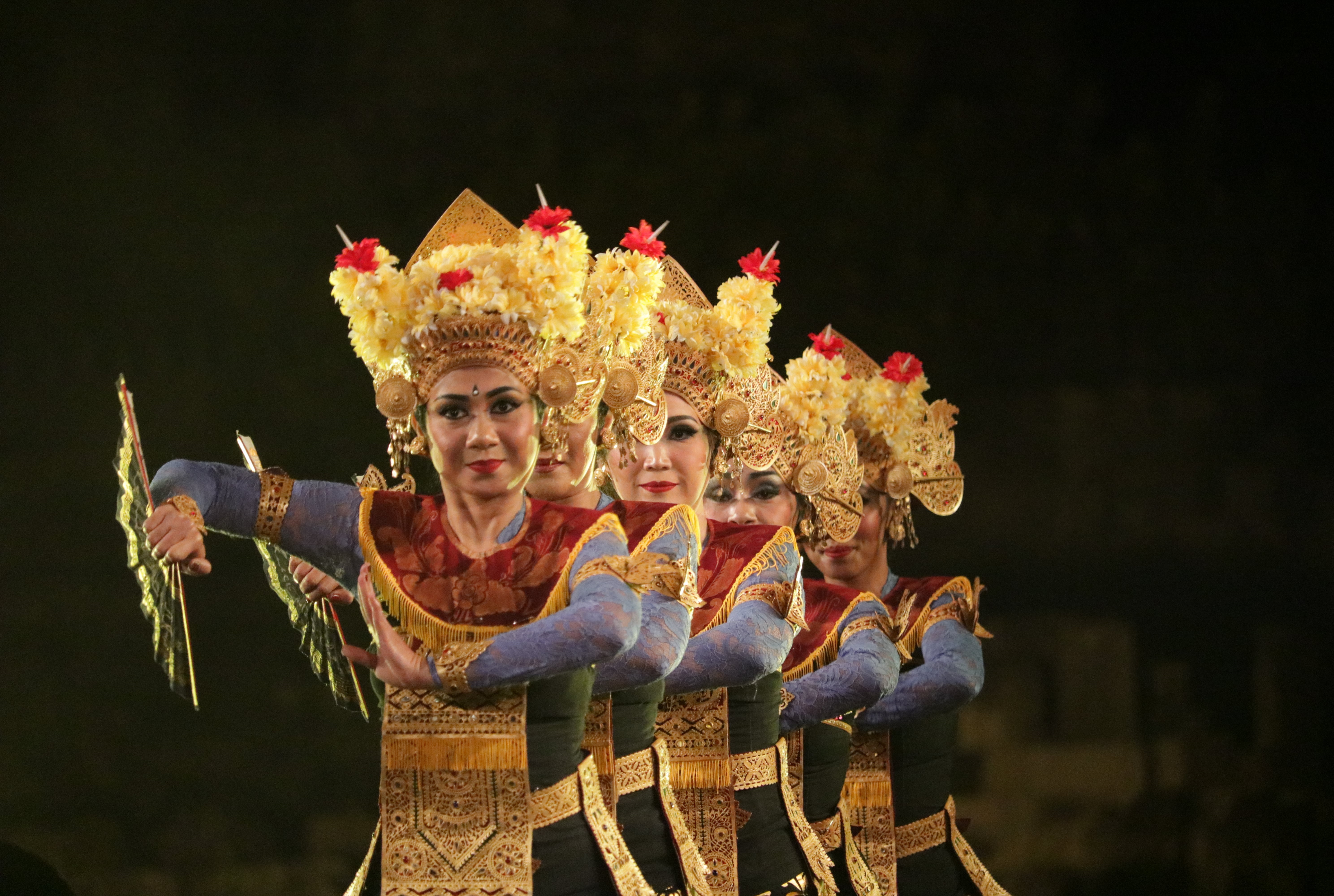
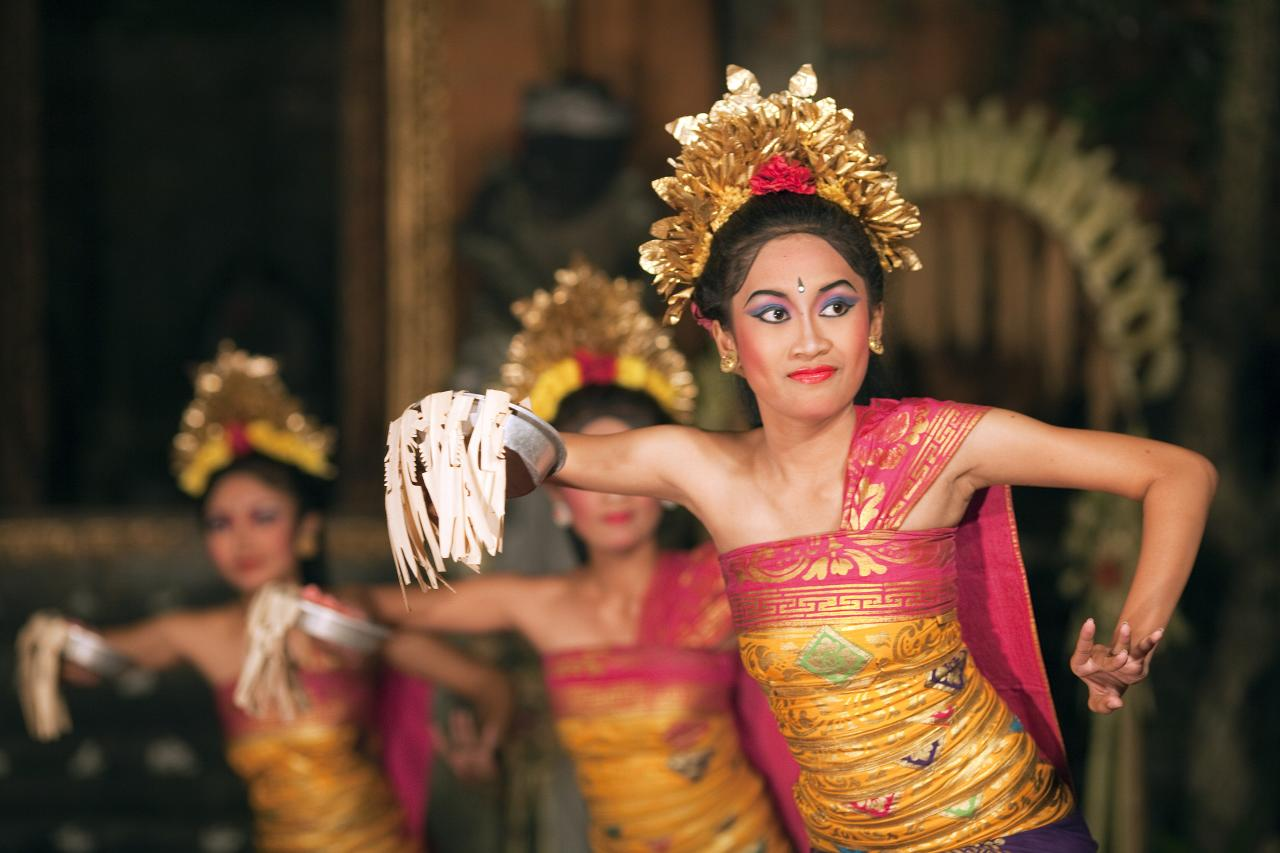
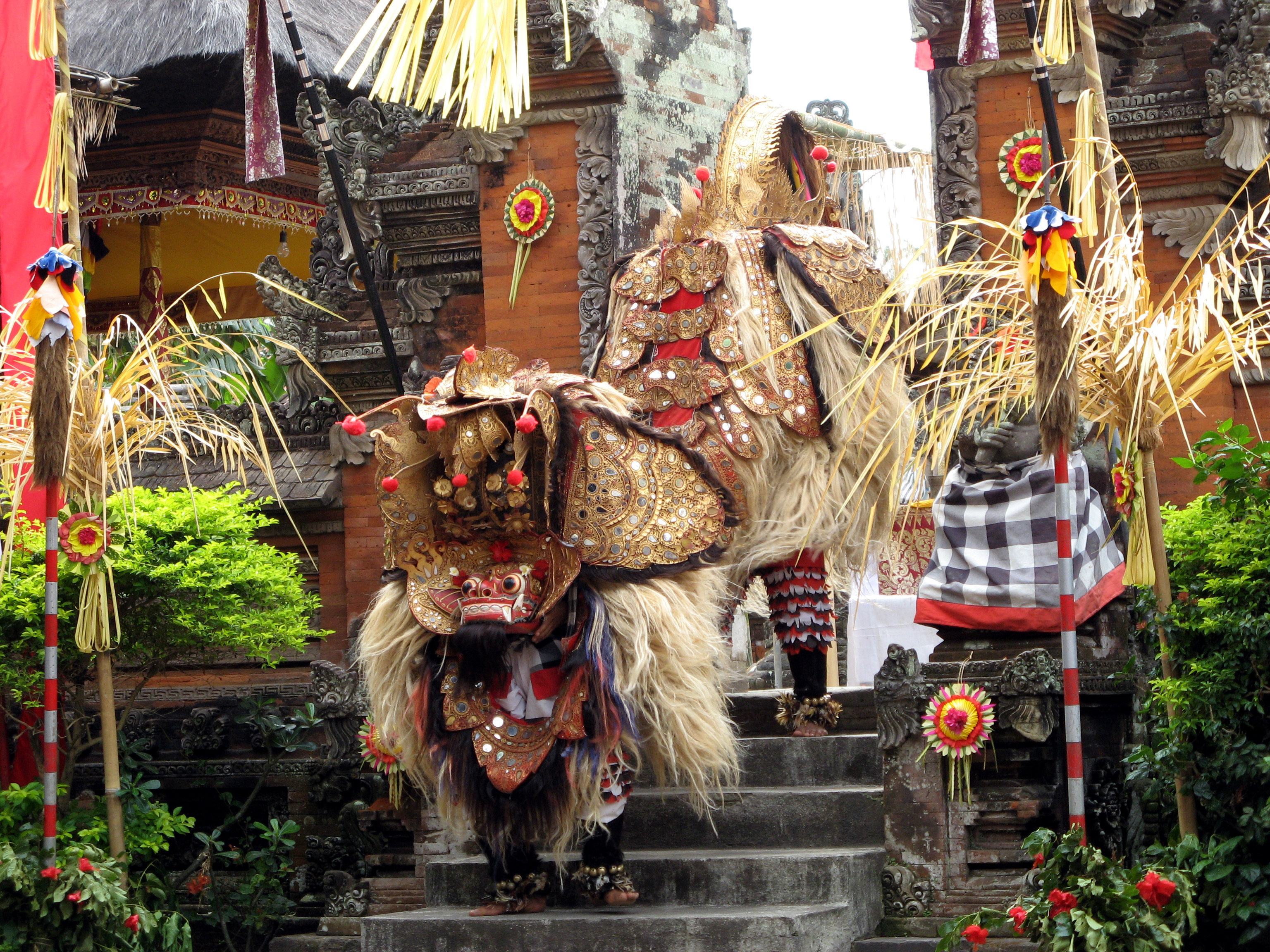
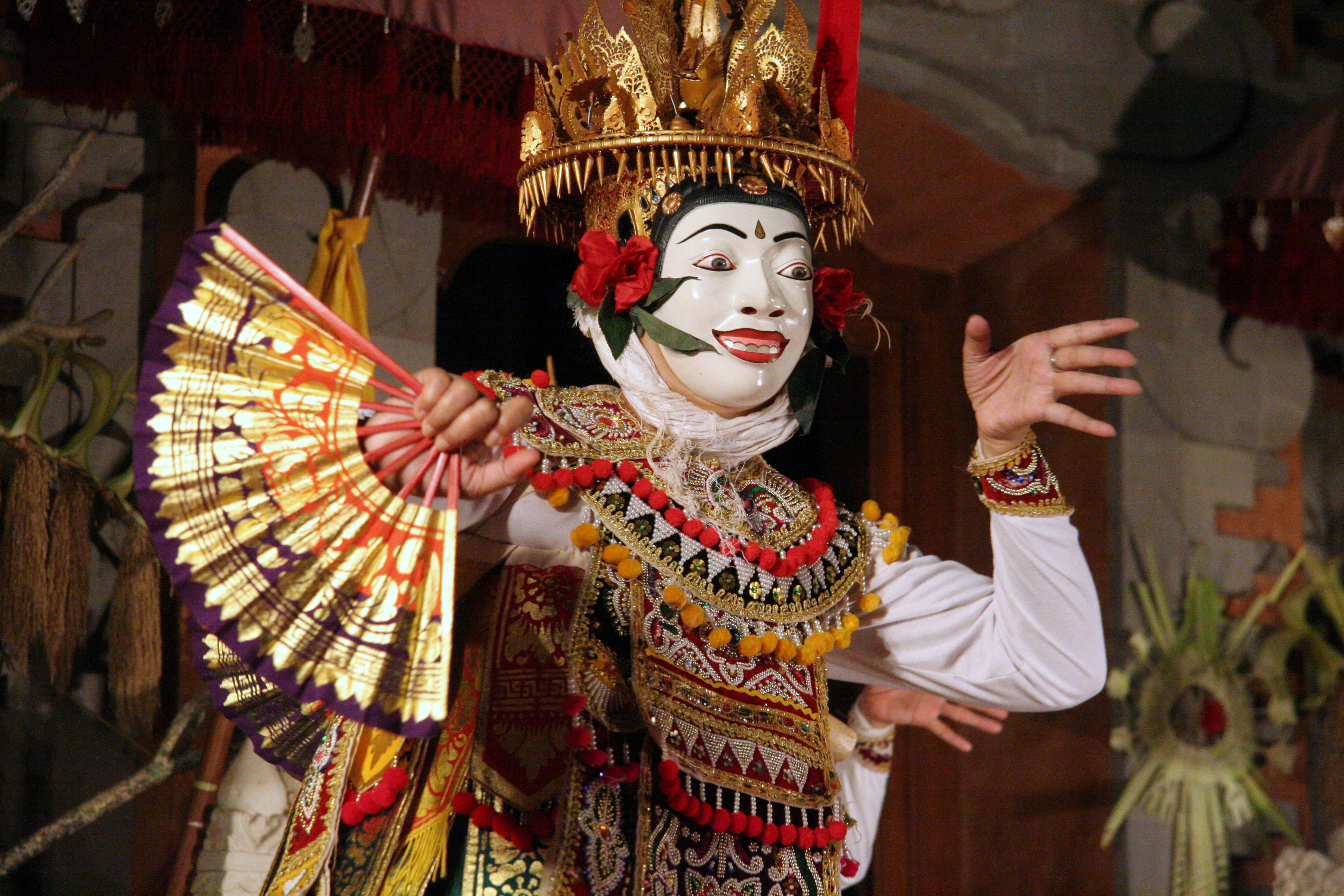
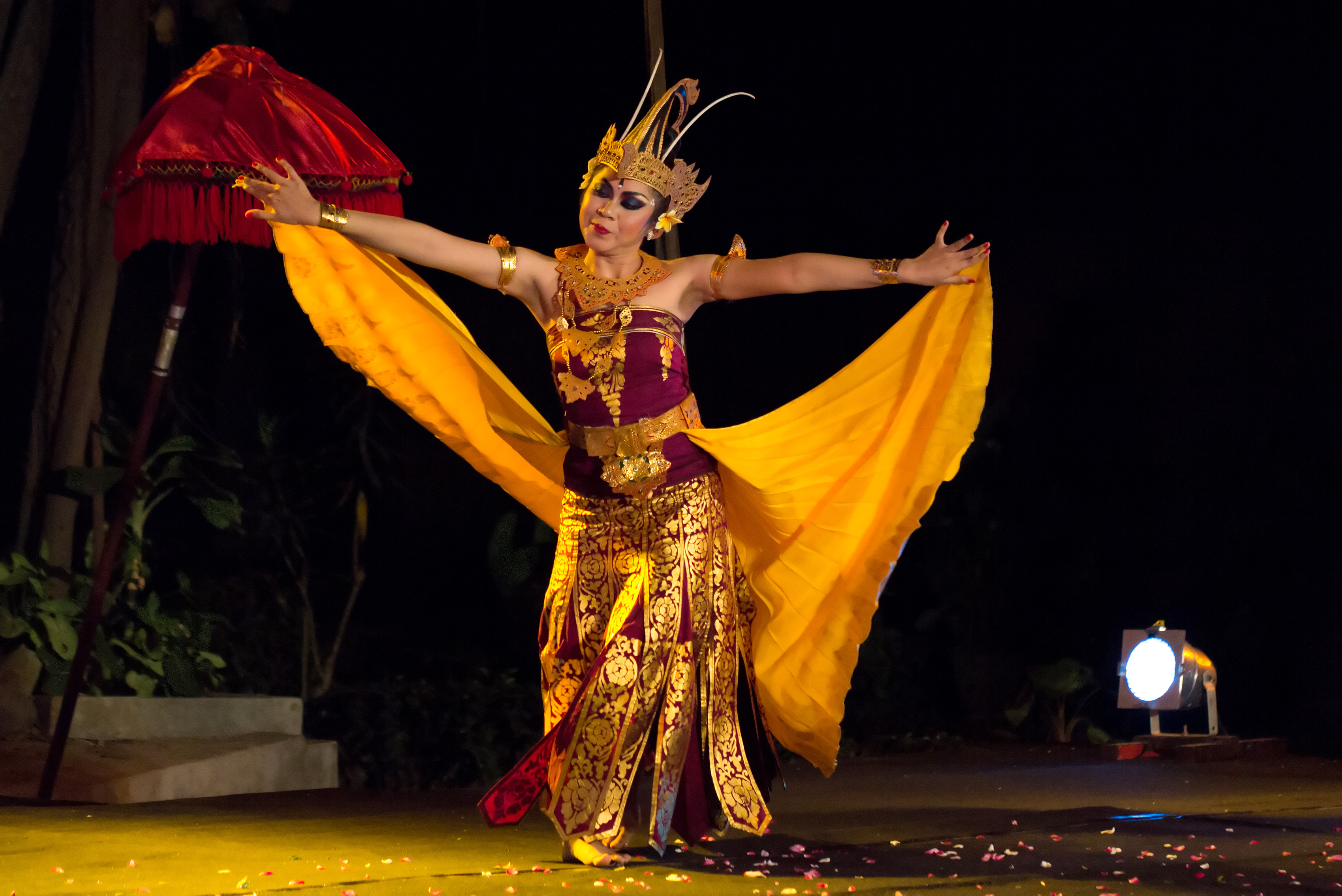
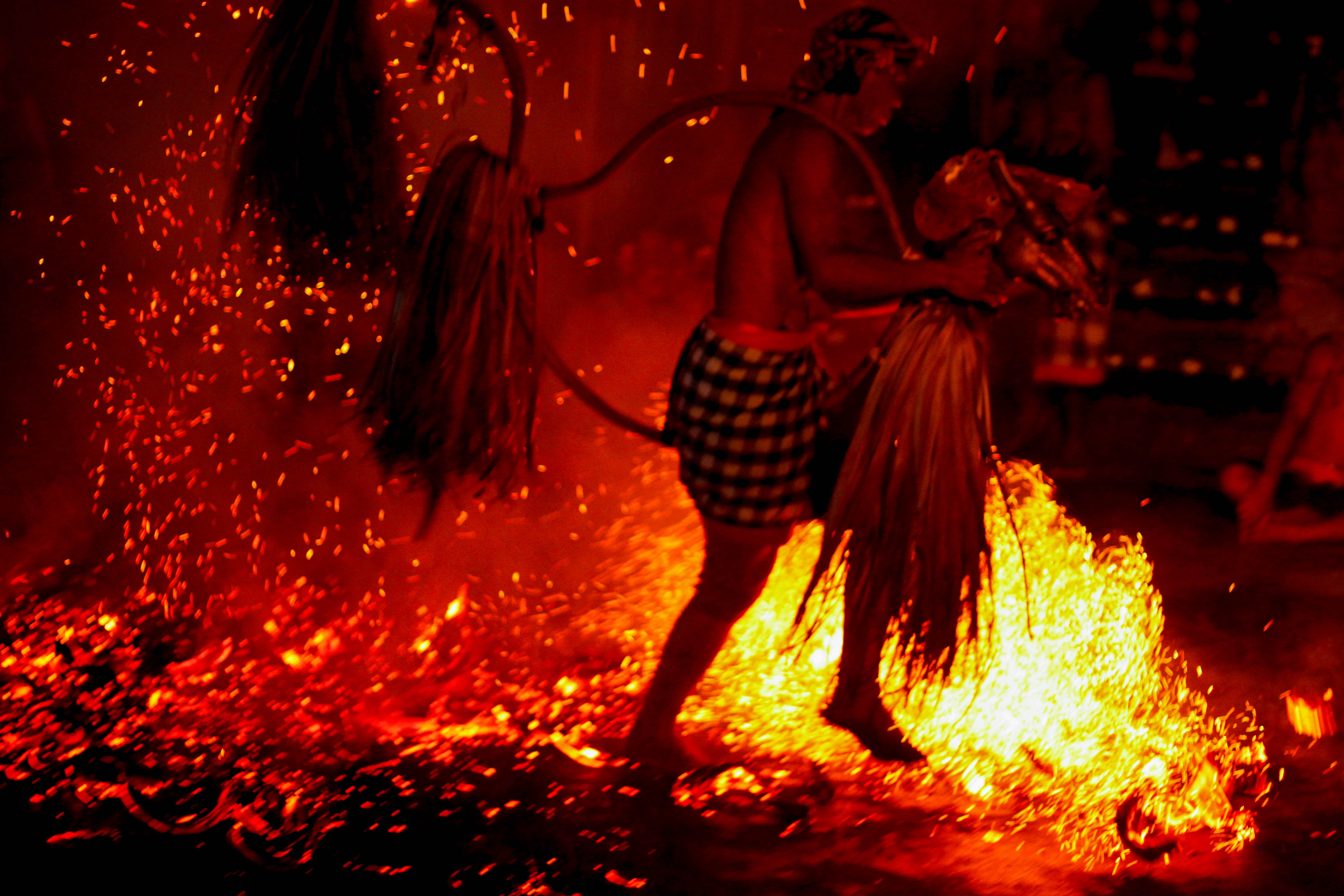
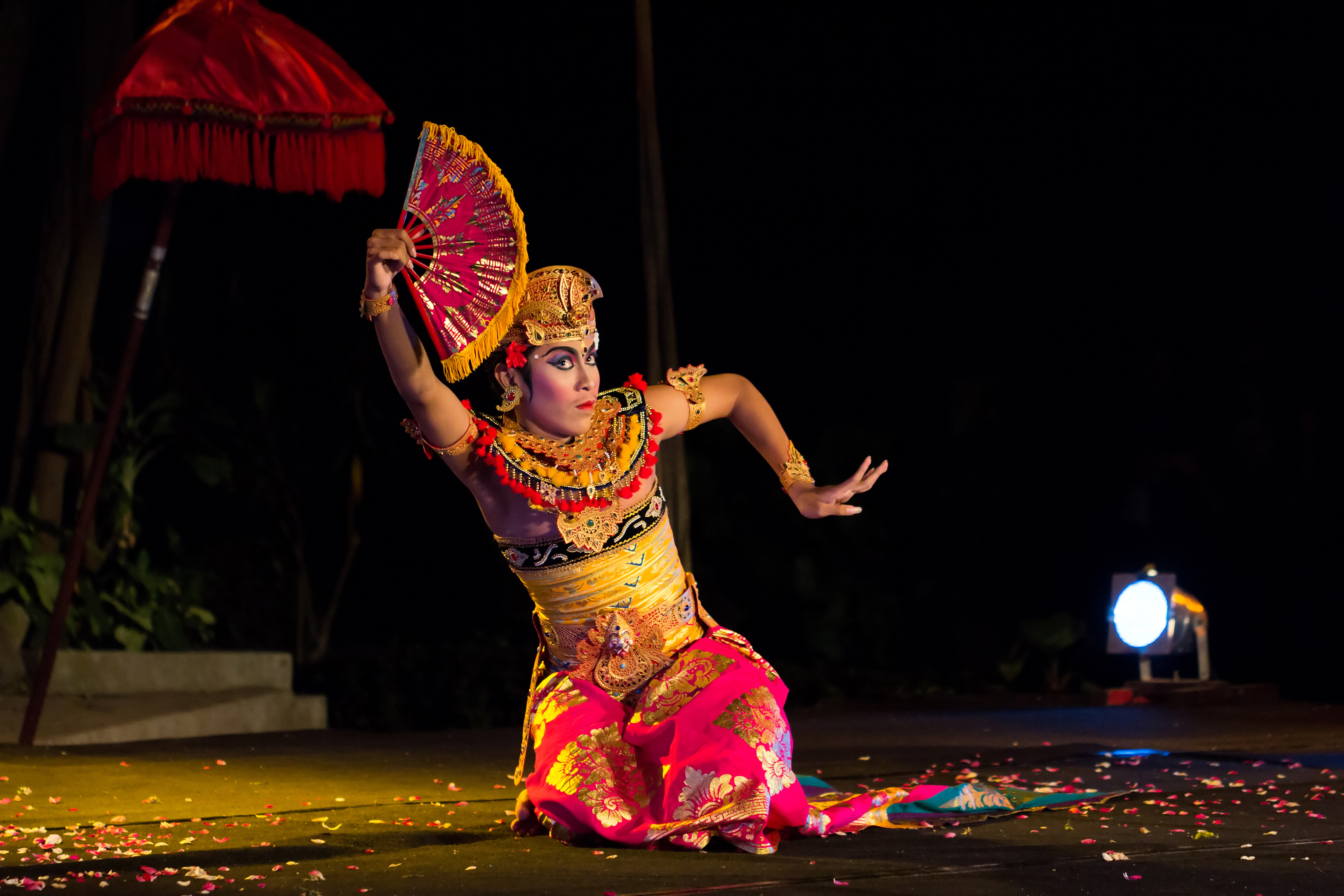
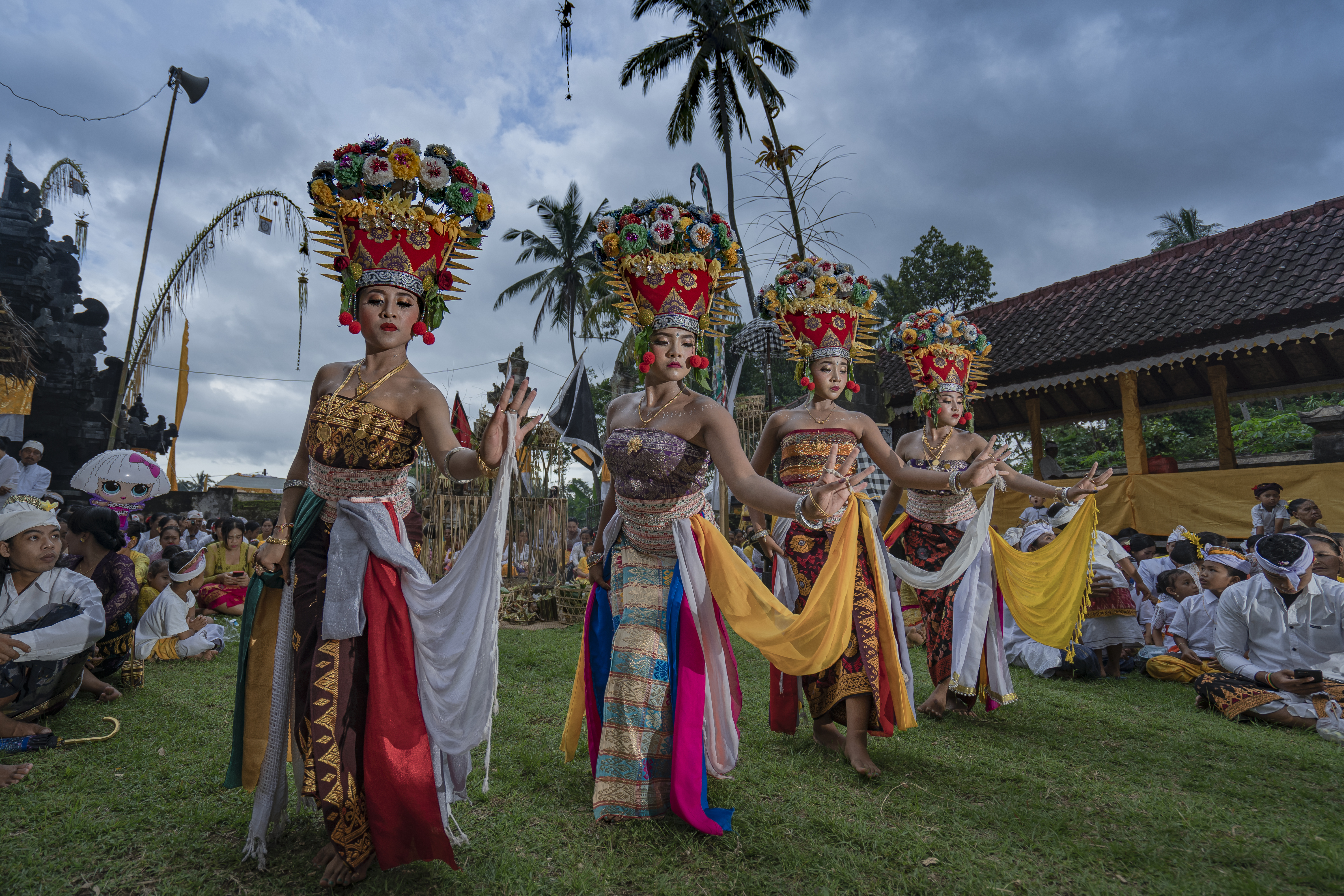
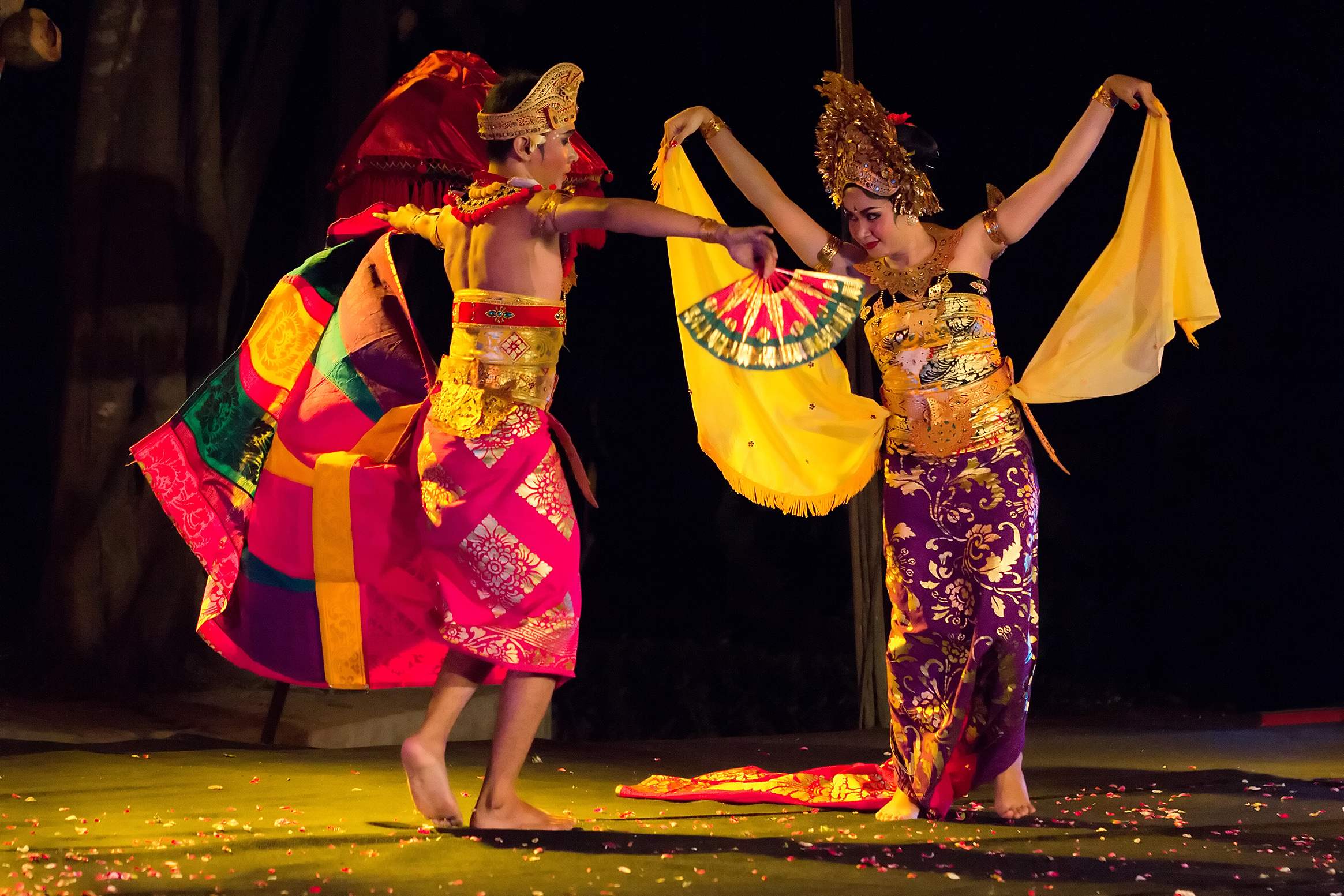
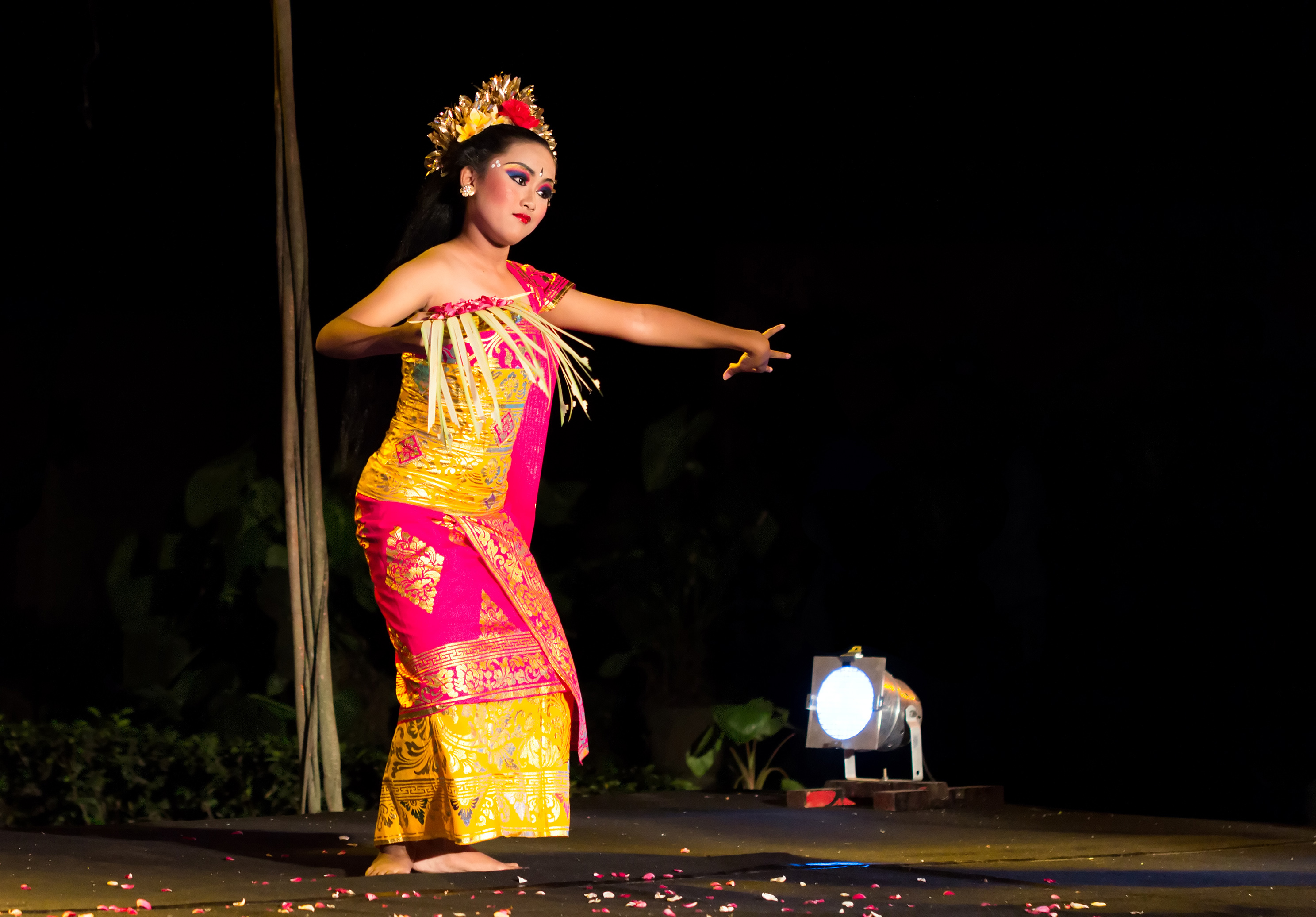